# 우라가역
우라가역(일본어: 浦賀駅、うらがえき)
(영어: Uraga Station)은 일본 가나가와현 요코스카시 우라가 초에 있는 철도역이다. 게이힌 급행 전철 본선의 종착역이다. 역번호는 KK64.
이전에는 이 역에서 구리하마·미사키 방면으로 노선을 늘이는 것이 계획되었으나, 태평양 전쟁 즈음하여 구리하마로 시급한 연장이 요구되었을 때, 계획이 파기되었다. 우라가 역을 경유할 때는 터널 굴착에 시간을 필요로 하는 것 등의 이유로 호리노우치 역으로부터 별도로 게이힌 급행 전철 구리하마 선을 건설하게 되었다. 현재는 호리노우치 역 이남은 실질적으로 지선 취급되어 평일 아침 붐비는 시간대에 특급 열차가 발착하는 것 외에는 보통 열차만 운행되고 있다.

## 역 구조
8량 편성 차량에 맞춘 섬식 승강장 1면 2선이 있는 지상역으로, 선로는 이 역에서 끝난다. 승강장은 동쪽이 1번 선, 서쪽이 2번 선이지만, 둘 다 요코하마·시나가와 방면 열차가 발차한다.
선로는 대체로 남북으로 이어져 있고, 역사는 승강장의 남쪽으로 접한 주위보다 약간 높은 평지에 있어 통로로 지상과 만나고 있지만, 1957년 이전에는 지상, 즉 현재의 버스 터미널 부분에 설치되어 있다.
덧붙여 접근 멜로디는 고질라의 주제가를 사용하고 있는데, 고질라가 상륙한 "골풀무 바닷가"가 우라가에 있는 것과 관련되어 있다.

## 역사
- 1930년 4월 1일 - 개업.
- 1957년 - 역사를 현재 위치로 이전.

## 인접역
| 게이힌 급행 전철 ■ 구리하마 선  | 게이힌 급행 전철 ■ 구리하마 선 | 게이힌 급행 전철 ■ 구리하마 선 |
| ------------------------------- | ------------------------------ | ------------------------------ |
| KK63 마보리카이간 시나가와 방면 | 특급                           | 시·종착역                      |
| KK63 마보리카이간 시나가와 방면 | 보통                           | 시·종착역                      |